# Шёллькриппен
Шёллькриппен (нем. Schöllkrippen) — ярмарочная община в Германии, в земле Бавария.
Подчиняется административному округу Нижняя Франкония. Входит в состав района Ашаффенбург и непосредственно подчиняется управлению административного сообщества Шёллькриппен, являясь его центром.
Община подразделяется на 3 сельских округа.
По данным на 31 декабря 2015 года:
- территория — 1263,83 га;
- население — 4206 чел.;
- плотность населения — 332,8 чел./км²;
- землеобеспеченность с учётом внутренних вод — 3004,83 м²/чел.

## Население
По оценке на 31 декабря 2015 года население общины Шёллькриппен составляет 4206 чел. 

| Дата      | 1840 | 1871 | 1900 | 1925 | 1939 | 1950 | 1961 | 1970 | 1987 | 2011 |
| --------- | ---- | ---- | ---- | ---- | ---- | ---- | ---- | ---- | ---- | ---- |
| Население | 1538 | 1454 | 1649 | 2055 | 2076 | 2626 | 2655 | 2933 | 3197 | 4063 |

| Год       | 1960 | 1970 | 1980 | 1990 | 2000 | 2009 | 2010 | 2011 | 2012 | 2013 | 2014 | 2015 |
| --------- | ---- | ---- | ---- | ---- | ---- | ---- | ---- | ---- | ---- | ---- | ---- | ---- |
| Население | 2679 | 2919 | 2984 | 3473 | 3703 | 3849 | 3907 | 4085 | 4103 | 4096 | 4136 | 4206 |